# Genmæle
Genmæle er et begreb i medieansvarslovens §§ 36-40, som giver en i pressen omtalt person ret til at korrigere usande oplysninger om personen, der er blevet bragt af et medie.
Pressenævnet kan pålægge et medie at bringe et genmæle.